# Sam Pezzo
Sam Pezzo es una serie de historietas creada por Vittorio Giardino. 

## Creación y trayectoria editorial
Tras recuperarse de una enfermedad, Vittorio Giardino, que entonces estudiaba ingeniería, pero siempre había sido muy aficionado a la historieta, decidió crear su propio cómic policíaco, inspirado en el Alack Sinner de Carlos Sampayo y José Muñoz, pero ambientado en su ciudad natal, Bolonia, en lugar de una Nueva York imaginaria. Su amigo Daniele Panebranco llevó las primeras páginas de Sam Pezzo a la revista "Alter", que las rechazó porque precisamente ya publicaba Alack Sinner, y a Il Mago, que empezó a serializarla en su número 86, de mayo de 1979, y la continuó en los números 87, 93, 94, 96, 97, 98 y 99.
Con el tiempo, el contraste entre un detective protípico y su trasfondo realista obligaría a Vittorio Giardiano a buscar otro personaje con mayor movilidad geográfica: El espía Max Fridman, que viaja por media Europa.

## Argumento y personajes
Sam Pezzo se físicamente bastante parecido al propio Vittorio Giardino.

## Títulos
- Sam Pezzo: Piombo di mancia (1979)
- Sam Pezzo: Nessuno ti rimpiangerà (1979)
- Sam Pezzo: Risveglio amaro (1980)
- Sam Pezzo: La trappola (1979)
- Sam Pezzo: Merry Christmas (1980)
- Sam Pezzo: L'ultimo colpo (1980)
- Sam Pezzo: Juke box (1981)
- Sam Pezzo: Shit City (1982)
- Sam Pezzo: Nightlife (1983)